# Jack Loxton
Jack Loxton (Birmingham, 1992) è un attore britannico, attivo in campo teatrale, televisivo e cinematografico.

## Biografia
Jack Loxton è nato a Birmingham e cresciuto a Halesowen. Ha fatto il suo debutto professionale sulle scene nel 2005, all'età di tredici anni, quando ha interpretato il giovane George, Duca di Clarence, nel dramma storico di William Shakespeare Enrico VI, parte III al Birmingham Repertory Theatre. Quattro anni più tardi ha recitato nuovamente al Birmingham Rep, questa volta nel dramma di Caryl Churchill Serious Money.
Dal 2010 ha studiato recitazione alla Central School of Speech and Drama, laureandosi nel 2013. Immediatamente dopo la laurea, Loxton fece il suo debutto nel West End londinese, quando fu scelto per interpretare il protagonista Albert nel dramma War Horse in scena al Gillian Lynne Theatre per la regia di Marianne Elliott; l'anno successivo fu nuovamente diretto dalla Elliott nella pièce Lo strano caso del cane ucciso a mezzanotte, in cui interpretava il protagonista Christopher, un adolescente autistico.
Nel 2015 ha fatto anche il suo debutto sul piccolo schermo con la serie TV Holby City ed è successivamente tornato a recitare in televisione nella serie Doctors e nella miniserie Vanity Fair - La fiera delle vanità, in cui interpretava Ensign Stubble. Del 2017 è invece l'esordio cinematografico, con il film L'altra metà della storia, con Charlotte Rampling e Jim Broadbent. Nel 2019 è tornato a recitare nel West End londinese con il musical Dear Evan Hansen e per la sua interpretazione nel ruolo di Jared ha ricevuto una nomination al Laurence Olivier Award al miglior attore non protagonista in un musical.

## Filmografia

### Cinema
- L'altra metà della storia (The Sense of an Ending), regia di Ritesh Batra (2017)

### Televisione
- Holby City - serie TV, 1 episodio (2015)
- The Coroner - serie TV, 1 episodio (2016)
- Doctors - serie TV, 2 episodi (2017-2018)
- Vanity Fair - La fiera delle vanità - serie TV, 3 episodi (2018)

## Teatrografia
- Enrico VI, parte III, di William Shakespeare, regia di Tim Ford. Birmingham Repertory Theatre di Birmingham (2005)
- Serious Money, di Caryl Churchill, regia di Jonathan Mumby. Birmingham Repertory Theatre di Birmingham (2009)
- War Horse, di Nick Stafford, regia di Marianne Elliott. Gillian Lynne Theatre di Londra (2013)
- Lo strano caso del cane ucciso a mezzanotte, di Simon Stephens, regia di Marianne Elliott. Apollo Theatre di Londra (2014)
- A Room with a View, da E. M. Forster, regia di Adrian Noble. Theatre Royal di Bath (2016)
- Dear Evan Hansen, libretto di Steven Levenson, colonna sonora di Benj Pasek e Justin Paul, regia di Michael Greif. Noël Coward Theatre di Londra (2019)

## Doppiatori italiani
- Gabriele Patriarca in L'altra metà della storia